# Cis minutus
Cis minutus là một loài bọ cánh cứng trong họ Ciidae. Loài này được Bayford miêu tả khoa học năm 1931.